# Obrożnik tundrowy
Obrożnik tundrowy, leming obrożny, leming śnieżny (Dicrostonyx torquatus) – gatunek ssaka z podrodziny karczowników (Arvicolinae) w obrębie rodziny chomikowatych (Cricetidae) występujący w strefie tundry od Morza Białego na zachodzie po wybrzeża Oceanu Spokojnego na wschodzie, także na wyspach u wybrzeży Syberii.

## Zasięg występowania
Obrożnik tundrowy występuje w strefie tundry od Morza Białego na zachodzie, do wybrzeża Oceanu Spokojnego na wschodzie, a także na wyspach położonych u wybrzeży Syberii zamieszkując w zależności od podgatunku:
- D. torquatus torquatus – północno-wschodnia część europejskiej Rosji oraz zachodnia i środkowa Syberia (na zachód od rzeki Jenisej).
- D. torquatus chionopaes – wschodnia Syberia (na wschód od rzeki Jenisej), w tym wyspa Bolszewik i Wyspy Nowosyberyjskie, na wschód od półwyspów Czukockiego i Kamczatki.
- D. torquatus ungulatus – wyspa Nowa Ziemia (północna Rosja).

## Taksonomia
Gatunek po raz pierwszy zgodnie z zasadami nazewnictwa binominalnego opisał w 1779 roku niemiecki przyrodnik Peter Simon Pallas nadając mu nazwę Mus torquatus. Holotyp pochodził z ujścia rzeki Ob, w północno-zachodniej Syberii, w Rosji.
W przeszłości D. torquatus był traktowany jako gatunek holarktyczny, z pięcioma podgatunkami w Eurazji i od sześciu do dwunastu podgatunkami w Ameryce Północnej. Podział ewolucyjny na gatunki z Palearktyki i Nearktyki został najpierw ustalony na podstawie dowodów chromosomalnych i eksperymentów z krzyżowaniem, a następnie potwierdzony markerami molekularnymi i danymi morfometrycznymi. Autorzy Illustrated Checklist of the Mammals of the World rozpoznają trzy podgatunki.

### Etymologia
- Dicrostonyx: gr. δικρος dikros „rozwidlony”; ονυξ onux, ονυχος onukhos „pazur”[13].
- torquatus: łac. torquatus „obrożny”, od torques „obroża, naszyjnik”, od torquere „skręcić, przekręcić”[14].

## Morfologia
Długość ciała (bez ogona) 88–140 mm, długość ogona 11–21 mm; masa ciała 63–155 g. Sierść czerwonobrązowa z ciemną pręgą wzdłuż grzbietu, brzuch jasny. Na szyi ubarwienie układa się w charakterystyczną obrożę. W okresie zimowym futro zmienia barwę na białą (cecha unikalna wśród gryzoni). W zimie środkowy palec przedniej łapy zimą wyraźnie się powiększa tworząc rodzaj kopytka, co ułatwia chodzenie po śniegu. 

## Ekologia
Samica rodzi 5–6 młodych, w ciągu roku może mieć nawet 2–3 mioty. Jest fitofagiem.